# أنطوانيت ملوحي
أنطوانيت ملوحي (22 سبتمبر 1941 - 19 أبريل 2011) فنانة لبنانية برزت في دبلجة الرسوم المتحركة.

## أعمالها[1]

### رسوم متحركة
- جزيرة الكنز (جيم / زوجة سلفر)
- النسر الذهبي (بيبيرو)
- مغامرات ساسوكي (ساسوكي)
- مغامرات سندباد (سندباد)
- حكايات لا تنسى (الراوية و عدة شخصيات)
- ريمي الفتى الشريد (ريمي)
- مغامرات زينة ونحول (الأنسة سلمى و عدة شخصيات)
- اسألوا لبيبة (لبيبة)
- سبورت بيلي (بيلي)
- ميمونة ومسعود (ميمونة و الراوية)
- البدايات المضيئة (عدة شخصيات)

## وفاتها
توفيت في عام 2011 في أحد مستشفيات كاليفورنيا بعد صراع طويل مع المرض عن عمر يناهز 70 عاما ونقل جثمانها على بيروت ودفنت هناك.

## روابط خارجية
- أنطوانيت ملوحي على موقع قاعدة بيانات الأفلام العربية